# Ралькевич, Валентин
Валенти́н Ральке́вич (латыш. Valentīns Raļkevičs; 8 марта 1991, Вентспилс) — латвийский футболист, вратарь.

## Карьера
Валентин Ралькевич является воспитанником вентспилсского футбола. В 2008 году он присоединился к клубу «Транзит», в составе которого в 2009 году дебютировал в Высшей лиге Латвии.
В начале 2010 года Валентин Ралькевич отправился на сборы вместе с клубом «Вентспилс», в рядах которого хорошо себя зарекомендовал. Вскоре он был заявлен за «Вентспилс», как третий вратарь.
После перехода основного вратаря Александра Колинько в «Спартак-Нальчик», Валентин Ралькевич стал вторым вратарём клуба. В последнем туре чемпионата 2010 года, в матче против «Транзита», он дебютировал в рядах жёлто-синих.
В июле 2013 года до конца сезон был отдан в аренду в «Таурас».